# Воображляндия
«Воображляндия» (англ. Imaginationland, иногда переводится как «Воображеньелэнд») — 10 эпизод 11 сезона (№ 163) сериала «Южный парк», премьера которого состоялась 17 октября 2007 года. Это первая часть трилогии, озаглавленной как «Кайл сосёт яйца Картмана» (англ. Kyle Sucks Cartman’s Balls) и являющейся первой трилогией во всём сериале (не считая триады эпизодов 307—308—309, действие которых развивается параллельно на фоне одного и того же события — метеорного дождя). В серии в качестве эпизодических персонажей появляется множество героев.
В дальнейшем все три части трилогии были выпущены на DVD как единый фильм.

## Сюжет
Эпизод начинается в лесу, где Эрик Картман руководит другими ребятами, устанавливающими всевозможные ловушки и приспособления. Он утверждает, что видел на этом же месте лепрекона, и сейчас хочет поймать его. Кайл сердито высказывается, что лепреконов не существует, и выясняется, что они с Эриком заключили договор: если Картман докажет, что лепрекон существует, Кайл пососёт его яйца; в противном случае Картман отдаст Кайлу 10 долларов. Неожиданно Баттерс замечает лепрекона; существо попадает в ловушку, однако выбирается оттуда с помощью магии. Лепрекон говорит, что несёт важные новости об угрозе террористической атаки, однако из-за детей он опоздал и возникла опасность её не предотвратить; после чего исчезает. Картман говорит Кайлу, что теперь тот должен пососать его яйца. После этого идёт заставка трилогии.
Когда семья Брофловских обедает, Картман приходит к Кайлу, чтобы тот выполнил наконец своё обещание. Тот утверждает, что всё равно не верит в лепреконов; Картман напоминает о договоре, и Джеральд говорит, что условия договора надо выполнять, и только потом интересуется предметом договора. Когда на следующий день Кайл встречается со Стэном, Баттерсом, Джимми и Кенни, выясняется, что он всё же отказался выполнять условия и по-прежнему сомневается. Неожиданно к ним подходит незнакомец странного вида и начинает спрашивать о лепреконе. Узнав, что ребята видели его, он радуется; когда Кайл говорит, что лепреконов не существует, незнакомец говорит, что воображаемый — не значит нереальный. В конце концов он приглашает детей на свой воздушный шар — «Фантастическую летающую машину» (при этом Баттерс немного опасается, что незнакомец может оказаться педофилом).
Начинается полёт, и незнакомец поёт «Песню воображения» (англ. Imagination song) — она заключается в том, что он на все лады, в разных интонациях и тональностях, поёт слово «воображение», в конце концов выводя из себя Кайла. Когда тот высказывается, обнаруживается, что дети уже прилетели в Воображляндию — место, где живут все когда-либо придуманные человечеством необычные существа и персонажи. Жители Воображляндии спрашивают, что сказал детям лепрекон; те начинают говорить, но не успевают — террорист-смертник взрывает себя посреди толпы существ. Начинается бойня; воображаемые герои гибнут один за другим. Один из жителей Воображляндии, дракон, зовёт детей к себе; те садятся на него и улетают, но уже в воздухе замечают, что забыли Баттерса, которого избивают террористы.
На следующее утро Кайл просыпается и думает, что всё произошедшее было просто кошмаром. Он звонит Стэну, и тот тоже говорит о странном сне; они понимают, что видели один и тот же сон. Во время разговора к Маршам приходят родители Баттерса и говорят, что их сын пропал. Тогда мальчики понимают, что сон был реальностью. Картман подаёт судебный иск против Кайла, и того официально приговаривают в течение ближайших 24 часов пососать яйца Картмана.
Пентагон собирает особое совещание; они узнают, что террористы захватили их воображение, и смотрят видеозапись, на которой террористы убивают заложника (Заботливого мишку), а Баттерс зачитывает послание с угрозами. В конце записи Баттерс спрашивает, можно ли ему уйти, а когда террористы хватают его, зовёт на помощь Кайла и Стэна. В поисках идей Пентагон прибегает к помощи голливудских режиссёров, чтобы те предложили варианты разрешения конфликта. М. Найт Шьямалан и Майкл Бэй не приносят никакой пользы; третьим режиссёром оказывается Мел Гибсон, и он предлагает проверить всех персонажей на кассете и выяснить — возможно, кто-то из них не воображаемый (один военный говорит: «Можете говорить про Мела Гибсона что угодно, но сукин сын знает толк в сценариях»). Специалисты проверяют персонажей, и им не удаётся идентифицировать Баттерса; они решают выяснить, кто он и кто такие Стэн и Кайл.
Дома Картман устраивает пышную вечеринку, на которой Кайл и должен, согласно решению суда, пососать его яйца. Однако, когда решивший уже покончить со всем Кайл приходит туда, их со Стэном забирают военные, решившие выяснить, что мальчикам известно о Воображляндии.
В Воображляндии террористы готовят одно из существ, ракету по имени Рокети-Рокет, к запуску. Они хотят сломать «Барьер» — стену, отделяющую эту, добрую половину Воображляндии от второй, где живут злые выдуманные персонажи и все самые страшные существа, когда-либо придуманные человечеством. Выдуманные существа просят Баттерса остановить террористов; когда те начинают запуск ракеты, он выбегает перед ними и произносит речь о том, что надо научиться жить в мире с остальными людьми. Однако это не останавливает террористов: те взрывают стену ракетой, и злые существа медленно начинают рушить её с другой стороны. На экране появляется надпись: «Продолжение следует», после чего идёт финальная сцена, в которой Картман едет в Вашингтон автостопом и собирается так или иначе заставить Кайла пососать его яйца.
Продолжением этого эпизода стала серия «Воображляндия, эпизод II».

## Производство серии
Серию начали создавать в июле 2007 года, приблизительно за 3 месяца до её первого показа на телевидении. Такие сроки не обычны для сериала, поскольку большинство серий делаются за одну неделю или ещё быстрее.

## Реакция
Эпизод был очень хорошо принят зрителями. Согласно пресс-релизу «Comedy Central», эпизод посмотрело более 3,4 миллиона зрителей; его смотрела наибольшая аудитория среди мужчин 18—24 и 18—34 лет для вечера среды на всём телевидении, также он вышел на первое место по рейтингу на кабельном телевидении для людей 18—49 лет. Эпизод стал частью общего бурного успеха трилогии: в сумме она получила колоссальный рейтинг 7,5 для мужчин 18—24 лет (впервые со времён второго сезона).
Реакция критиков на «Imaginationland» также стала позитивной. Ресурс IGN дал на серию крайне положительный отзыв, поставив ей оценку 9,1 из 10 и написав рецензии, что эпизод «умный, изобретательный и содержит множество моментов, которые запомнятся надолго после просмотра»; также было отмечено, что обещание трилогии указывает, что задумка «является одной из самых масштабных идей в шоу». 411Mania также дала позитивную рецензию, поставив 7 баллов из 10, назвав эпизод «отличным» и отметив, что серия, возможно, станет шагом к переходу на 2 эпизода в неделю. Посвящённый телевидению блог TV Squad написал, что Паркер и Стоун «снова на высоте с очередным блестящим эпизодом». Также серия получила рейтинг 9,5 на сайте TV.Com, в результате голосования посетителей, а оценка посетителей IMDb составила 8,8.

## Imaginationland: The Movie
Imaginationland: The Movie — полнометражная версия всех трёх эпизодов про Воображляндию, выпущенная без цензуры и содержащая ранее не показанные сцены.
Фильм получил «Эмми» в номинации «Лучшая анимационная программа длительностью более одного часа»

### Выпуск на DVD
DVD был выпущен в марте 2008 года. Помимо самого мультфильма на диск входили 2 эпизода с персонажами, появляющимися в трилогии, —  эпизод «Рождество у лесных тварей» и «Челмедведосвин».

### Онлайн-просмотр
Через несколько месяцев фильм стал доступен для бесплатного онлайн-просмотра на сайте создателей, как и все другие серии сериала.

## Пародии
- Основная суть эпизода заключается в сарказме над действиями военного руководства США, которое сначала заявило о наличии у Ирака оружия массового поражения, как о поводе для вторжения в Ирак в 2003 году, а впоследствии выяснилось, что этого оружия в Ираке не было, то есть оно существовало только в воображении военных. В эпизоде генерал также говорит о том, что «наше воображение атаковали террористы», «очень скоро наше воображение сойдёт с ума», также используются двусмысленные словесные конструкции «мы должны взорвать наше воображение» и «мы теряем контроль над нашим воображением». В итоге, воображаемая атака террористов становится поводом для ввода войск в Воображляндию и впоследствии сброса на неё бомбы, так же, как «воображаемое» оружие массового поражения стало поводом для вторжения в Ирак .
- Заголовок трилогии, появляющийся после начального эпизода с лепреконом, пародирует заставки киносериалов «Звёздные войны» и «Супермен».
- Человек, который забирает детей в Воображляндию на своём воздушном шаре, является пародией на персонажа по имени Dreamfinder из игрового павильона «Journey Into Imagination» в диснеевском парке Epcot во Флориде. Этот аттракцион работал в 1983—1998 годах. Также этот персонаж напоминает Вилли Вонку, Волшебника Страны Оз[9] и Гарольда Зидлера из фильма «Мулен Руж!».
- Летающая машина заимствована из цикла про барона Мюнхгаузена.

Рональд Макдональд, ищущий свою руку во время теракта

- Сюжетная линия, в которой волшебную страну захватывают злые силы, а герои из реального мира её спасают, является аллюзией на мультфильм «Желтая подводная лодка» (Yellow submarine), в которой волшебную страну Пепперлэнд (Pepperland) захватывают Синие Злюки (Blue Meanies), от которых её спасают Битлз (Beatles). По прибытии детей в Воображляндию в нескольких кадрах подряд можно видеть Синих Злюк из «Желтой подводной лодки». Парадоксально, что они появляются в «хорошей» части Воображляндии.
- Сцена со Стэном, сидящим в странном состоянии под гигантским мухомором во время атаки террористов, практически буквально повторяет сцену из фильма «Спасти рядового Райана»; Стэн повторяет роль главного героя фильма, капитана Джона Миллера, во время высадки на пляже «Омаха». В качестве одного из самых известных персонажей своей сцены — человека, который ищет свою оторванную руку, потом поднимает её и уходит, — в данном случае выступает Рональд Макдональд. Эта сцена была отмечена как одна из самых удачных в эпизоде в рецензиях 411Mania и TV Squad[8][9].
- В сюжетной линии с Пентагоном, обращающимся за помощью к голливудским сценаристам, пародируется аналогичный реальный случай[15].
- В общении Пентагона с режиссёрами пародируются характерные особенности их фильмов. Так, М. Найт Шьямалан постоянно стремится придать «истории» какой-нибудь неожиданный поворот, что является характерной чертой всех его фильмов; предлагаемые им «древние верфульфы» являются намёком на фильм «Таинственный лес», пришельцы фигурируют в фильме «Знаки», а идея «на самом деле мы все уже мертвы» лежит в основе фильма «Шестое чувство». Майкл Бэй пародируется за неумение наполнять фильмы хоть каким-либо содержанием, кроме спецэффектов. Среди жителей Воображляндии есть трансформер Оптимус Прайм, который появляется до террористической атаки, и во время неё ничего не предпринимает; фильм Бэя «Трансформеры» вышел на DVD за день до премьеры «Imaginationland». Также Паркер и Стоун ранее пародировали Бэя в фильме «Команда Америка: мировая полиция» (в которой есть песня «The End of an Act» с рефреном «„Пёрл-Харбор“ — отстой»). Также Майкл Бэй упоминался во фразе Кайла из серии «Картманлэнд»: «У Иова погибли все дети, Майкл Бэй продолжает снимать фильмы — Бога нет».
- Дракон, спасающий мальчиков во время атаки террористов, очень похож на дракона из фильма «Сердце дракона»; в оригинале этот персонаж озвучен Шоном Коннери, здесь его также озвучивает похожий голос. Также просматривается отсылка к фильму «Бесконечная история», где дракон Фалькор в последний миг спасает мальчика Атрейо от чудовища Гморка.
- Идея запретной стены пародирует вышедший в 2007 году фильм «Звёздная пыль».
- Речь Баттерса перед террористами является пародией на речь Родни Кинга во время беспорядков в Лос-Анджелесе в 1992 году, где также звучала фраза «Can we all get along?»
- Во время взрыва Барьера, когда он медленно начинает рушиться после взрыва Рокети-Рокета, мэр Воображляндии говорит: «Они идут» (англ. They Are Coming). Это отсылка к словам Гэндальфа, которые он произносит, когда армия орков приближается к братству кольца в Мории, в фильме Питера Джексона «Властелин колец: Братство кольца».
- Во время сборов жителей Солнечного Города к сражению и во время обороны их действия и ракурсы взяты из фильма «Властелин колец: Две крепости».
- В последней сцене эпизода Картман одет в точности как персонаж Сильвестра Сталлоне Рэмбо в фильме «Первая кровь» — зелёная армейская куртка, красная рубашка под ней, коричневая походная сумка[16]. К сцене из «Первой крови» отсылает и финальный монолог Картмана: «Если человека подставили, он в последнюю очередь думает о предстоящей опасности»; «Ты идёшь по жизни, и тебе говорят о том, что справедливость существует; однако в конце концов ты понимаешь, что настоящая справедливость — та, которую вершишь сам». Последняя фраза также является отсылкой к фразе персонажа Мела Гибсона, Бенджамина Мартина, из фильма «Патриот».

### Жители Воображляндии
* Звёздочкой помечены персонажи комиксов.

** Двумя звёздочками помечены персонажи аниме.

*** Тремя звёздочками помечены персонажи, появлявшиеся в предыдущих эпизодах.
| - Аквамен* - Анубис - Astro Boy** - Блу из мультсериала «Фостер: Дом для друзей из мира фантазий» - Болванщик из «Алисы в Стране чудес» - Бубер (англ. Boober) из мультсериала «Скала Фрэгглов» - Будда*** - Варио - V.I.N.CENT из фильма «Чёрная дыра» - Вольтрон - Гигантское тако, срущее мороженым, из эпизода «Шоу закрыто»*** - Гизмо - Гномы, ворующие подштанники, из эпизода «Гномы»*** - Говорящий чемодан - Граф Чокула (англ. Count Chocula) - Гримас, маскот McDonald’s - Грифон - Дарт Мол - Дик Трейси* - Джейсон Вурхиз - Джек Скеллингтон (англ. Jack Skellington) из «Кошмара перед Рождеством» - Джонни Квест из мультсериала Jonny Quest - Джозеф Смит*** - Джокер* - Джон Генри - Дракон из фильма «Сердце дракона» - Дядюшка Римус из книг Джо Чендлера Харриса и мультфильма «Песня Юга» - Единорог - Заботливые мишки (англ. Care Bears) - Зелёный Гоблин* - Золушка - Инопланетянин из одноимённого фильма - Йода (в очках) - Капамэн из эпизода «Суперлучшие друзья»*** - Кентавр - Квазимодо - Коричневый Шершень (англ. Brown Hornet) из мультсериала «Fat Albert and the Cosby Kids» - Король леденцов (англ. The Lollipop King) - Кот в сапогах - Красная Шапочка - Кришна*** - Кролик Питер из книг Беатрис Поттер - Линк из игры The Legend of Zelda - Лао-цзы*** - Луртц из трилогии «Властелин Колец» - Марио - Медный ребёнок (англ. Kopper Kid) из мультсериала Silverhawks - Медуза Горгона - Мистер Пропер | - Мистер Тоуд из «Ветра в ивах» - Минотавр - Могучая Мышь - Монстр из книги «Там, где живут чудовища» - Мотра (англ. Mothra), вымышленная японская бабочка - Мой маленький пони (англ. My Little Pony) - Муравей из мультфильма «Приключения Флика» - Обри из анимационного сериала «Little Gems» - Оптимус Прайм**, трансформер - Орко* из анимационного сериала «Хи-Мен и властители Вселенной» - Оскар Ворчун из «Улицы Сезам» - Панчи, маскот Hawaiian Punch - Пифнсаф из мультсериала H.R. Pufnstuf - Пэкмен - Пан - Пэт — молоток из мультсериала «Умелец Мэнни» - Пинхэд - Принц из игры Katamari Damacy - Ра - Рапунцель - Реми - Рокети-Рокет - Рональд Макдональд - Русалка - Санта-Клаус*** - Синие злюки и летающая перчатка из мультфильма «Жёлтая подводная лодка» - Смарф* - Снарф из мультсериала ThunderCats - Снежный человек - Страшила - Strawberry Shortcake - Таттер из мультсериала Bear in the Big Blue House - Твинки-малыш - Тоторо** - Тряпичная Энни и Тряпичный Энди - Тумнус из «Хроник Нарнии» - Уимбли из мультсериала «Скала Фрэгглов» - Флэш* - Франклин-черепаха из мультсериала «Франклин» - Франкенштейн - Халк* - Чарли Браун* из комиксов Peanuts - Человек-пуля* - Черепашки-ниндзя* - Читара (англ. Cheetara) из мультсериала ThunderCats - Шалтай-Болтай - Штурмовики - Дороти и Тото из «Волшебника страны Оз» - Энт из «Властелина колец» |

## Факты
- Мир воображаемых людьми существ был описан в романе Клиффорда Саймака 1970 года «Исчадия разума».
- В этом эпизоде, во время полёта на дирижабле, звучит музыка из игры «Heroes of Might and Magic III».
- В сцене, когда в Пентагоне обсуждается нападение террористов на наше воображение, сидящим в зале можно найти чернокожего агента Криса из эпизода «Мандомба», хотя в эпизоде он погиб при изъятии упомянутой бомбы.
- В книге братьев Стругацких «Понедельник начинается в субботу» также присутствует вымышленный мир, в котором существует стена, разделяющая миры положительного и отрицательного воображений.

### Кодовые имена детей
- Картман — Dragonwind (Драконий ветер)
- Клайд — Hawkeyes (Орлиные глаза)
- Токен — Blackie (уменьшительная форма от black, черныш)
- Баттерс — Faggot (педик)

### Аллюзии к другим эпизодам
- «Suck My Balls» (рус. Пососи мои яйца) — фраза, очень часто в сериале используемая Картманом в качестве ругательства. В этом эпизоде он пытается добиться буквального её исполнения.
- Гора, которая видна, когда дети летят в Воображляндию, очень напоминает гору из эпизода «Асспен».
- Среди жителей Воображляндии присутствует команда супергероев-религиозных лидеров — «Суперлучшие друзья» из одноимённого эпизода. Среди них, однако, нет Мухаммеда, Моисея и Иисуса (последний появляется в качестве жителя Воображляндии уже в эпизоде II). Ранее, в посвящённом им эпизоде, они представали в виде не воображаемых, а реальных персонажей. Также в качестве реального персонажа в сериале появлялся житель Воображляндии Санта. Ранее телеканал «Comedy Central» отказался показывать фрагмент серии «Мультипликационные войны, часть II», в котором был изображён Мухаммед. Решение было связано с карикатурным скандалом 2005—2006 годов. При этом основатель мормонизма Джозеф Смит — одновременно и житель Воображляндии, и реальный исторический деятель (он также появился в эпизоде «Всё о мормонах»).
- Это пятая пропажа Баттерса из дома, после эпизодов «Собственный эпизод Баттерса», «Каса-Бонита», «Марджорин» и «Ад на земле 2006».
- Когда Кайл просыпается после кошмара, у его кровати валяется чинпокомон из одноимённого эпизода.
- Мел Гибсон уже появлялся в таком же виде в эпизоде «Страсти жидовы» и также утверждал, что ему нравится сжимать свои соски.
- Марк Котсвальд из эпизода «Увлекательная фонетика с обезьянкой» присутствует на вечеринке Картмана.
- Дальнобойщик, в машине которого сидит Картман в финале, отвозил ребят в Мексику в серии «Освободите Виллзиака».